# Андреевский, Аркадий Степанович
Аркадий Степанович Андреевский (Андриевский) (6 (18) марта 1812 — 7 (19) мая 1881) — Тифлисский губернский прокурор; председатель Олонецкой и Екатеринославской казённых палат; действительный статский советник. Брат Э. С. Андреевского.

## Биография
А. С. Андеевский родился 6 (18) марта 1812 года в семье чиновника особых поручений Степана Степановича Андреевского (1782—1830).
По окончании в 1830 году курса философского отделения Ришельевского лицея поступил на службу в чине 13 класса надзирателем за воспитанниками лицея (18 декабря 1830 г. — 1 февраля 1832 г.). После сдачи экзаменов за отделение правоведения и политической экономии по представлению Ришельевского лицея 22 февраля 1832 года был произведён в коллежские секретари.
С 18 мая 1834 года — титулярный советник. С 3 июня 1835 года правитель канцелярии при Измаильском градоначальнике генерал-лейтенанте Тучкове. С 4 февраля 1836 года исполнял поручения важнейшие поручения, требовавшие доверия и знания дела Новороссийского и Бессарабского генерал-губернатора. С 1 января 1838 года был определён чиновником для особых поручений при Новороссийском и Бессарабском генерал-губернаторе; 26 января 1839 года произведён в коллежские асессоры со старшинством с 18 мая 1838 года.
Был назначен 19 марта 1843 года членом Комиссии Мелитопольского уезда Таврической губернии о духоборцах, переселяющихся за Кавказ, содействовал к обращению в православие некоторых духоборцев; указом от 18 августа 1845 года был пожалован в коллежские советники со старшинством с 18 мая 1844 года. С 9 апреля 1845 года был определён советником в Грузино-Имеретинское правление.
С 1 июля 1846 года исправлял должность Тифлисского губернского прокурора; утверждён в должности 29 сентября 1846 года. Вскоре был назначен председателем Олонецкой казённой палаты; произведён в статские советники 18 мая 1847 года. Затем был переведён председателем Екатеринославской казённой палаты; произведён в действительные статские советники 26 августа 1856 года. В 1865 году вышел в отставку.
Был награждён орденом Св. Анны 2-й степени.
Был женат на Вере Николаевне Герсевановой, дочери подпоручика. Их дети: Мария, близнецы Михаил и Сергей, Анна, Павел, Николай.
Умер 7 (19) мая 1881 года.